# Ингман, Сантери
Са́нтери И́нгман (фин. Santeri Ivalo настоящее имя Герман Ингман (фин. Herman Alexander Ingman; 9 июня 1866, Соданкюля, Великое княжество Финляндское — 25 января 1937, Хельсинки, Финляндия) — финский писатель.
Ингман — плодовитый и талантливый беллетрист; в повестях, согретых лёгким юмором, он рисует народную жизнь; особенно ему удаётся изображение пробуждающегося чувства молодой девушки.
Из писателей, пишущих по-фински, Ингман первый начал писать романы на исторические темы. Ингман — неутомимый публицист и общественный деятель; с самого основания органа младофенноманской партии «Päivälehti» в 1890 он был членом редакции, а с 1899 по 1904, то есть до самого прекращения газеты, её ответственным редактором. Многочисленные статьи Ингмана были посвящены, главным образом, социальному вопросу; с 1896 он — председатель финской рабочей делегации. Несколько его рассказов переведено на русский язык.
Его сочинения:
- сборники рассказов: «Iltapuhteeksi» (I, 1890 и II, 1896, «Вечерние беседы»),
- воспоминания «Из резервной казармы» (1892) и другие,
- роман из современной ему жизни «Пасынок нашего времени» («Aikansa lapsipuoli», 1895),
- исторические романы «Juho Wesainen» (1893), переделанный автором для сцены, и «Anna Fleming» (1898),
- две исторические пьесы и пр.